# Utassy Frigyes György
Utassy Frigyes György (eredeti neve: Strasser Ferdinánd; névváltozatok: Strasser Dávid; rövidítve: Utassy F. György; D'Utassy; angolul: George F. Utassy) (Szombathely, 1827. november 26. – Wilmington, Delaware, 1892. december 2.) magyar és amerikai szabadságharcos, üzletember.

## Élete
Utassy Bécsben járt katonai iskolába, kadétként 1845-ben állt be a császári seregbe, majd főhadnagyi rangra emelkedett. Az 1848–49-es forradalom és szabadságharc előtt Pesten jó nevű gabonabizományos volt. A magyar szabadságharc idején a tábori posta megszervezésében is részt vett. Őrmesteri rangban sorozták be a 127. honvédzászlóaljba, majd hadnagyi rangra emelkedett a 67. zászlóaljban, a 31. zászlóaljba való áthelyezésekor, 1849. március 25-én főhadnaggyá léptették elő. Temesvár ostrománál a császáriak elfogták és kényszersorozták a császári hadsereg 3. gyalogezredébe. 1851. április 5-én szerelt le. Az 1860-ig eltelt időszakra vonatkozóan sok a megválaszolatlan kérdés, török földön és Itáliában tevékenykedett. 1860-ban került végül New Yorkba, 1861-ben folyamodott amerikai állampolgárságért.
Az amerikai polgárháború kezdetén részt vett a New York-i Garibaldi Guard, (Garibaldiról elnevezett ezred) megszervezésében, sorrendben Utassy F. György lett az egység második ezredese. Az alakulat 1861. május 23-án átvette a neki ajándékozott amerikai, olasz, magyar zászlókat, s Fort Sumter (az északiak erődje, Dél-Karolina) bombázása után elsőként vetették harcba, sok halottja és sebesültje lett az ezrednek, így be kellett olvasztani a 39. önkéntes New York-i gyalogezredbe, ebben harcolt tovább Utassy F. György, sok kiváló magyar tiszt (köztük Hillebrandt Hugó, Sándory Viktor, Takács Ferenc, Tenner Lajos, Utassy Antal, Utassy Károly, Vékey Antal, Szerdahelyi Ede) is szolgált ebben az ezredben. Utassy F. György kiváló adottságokkal rendelkezett, tíz nyelven beszélt, hadi érdemei, hadi sikerei voltak, 300 katonával megvédte Romney városát a Shenandoah-völgyben (Nyugat-Virginia), a Cross Keys-i csatában (Rockingham County, Virginia) egy kockázatos támadást személyesen vezetett, felettese, John C. Frémont tábornok megelégedésére. Irigyei mégis számos intrikát szőttek ellene. (Sajnos az unionisták seregét át meg átszőtték a politikai jellegű megnyilvánulások, erős volt például az úgynevezett idegenellenesség, amely részben a frissebben Amerikába érkezetteket, köztük a magyarokat is érintette, nem volt ritka, hogy a katonai feljebb való kevésbé volt képzett, mint a beosztott tiszt, stb.) Utassy F. Györgyöt 1863-ban rendelkezési állományba helyezték, mivel az ezred bevételét nem az előírt módon használta fel, ezért a hadbíróság egyéves kényszermunkára ítélte a Sing Singben, s elrendelték, hogy semmilyen rangot, hivatalt, beosztást nem viselhet az Egyesült Államok hadseregében. Későbbi polgári munkahelyeit tekintve kizárt, hogy bármilyen anyagi jellegű sikkasztást követett volna el saját hasznára, igaz, ezzel nem is vádolták.
Az amerikai polgárháború után Cincinnatiban (feltehetően Ohio) telepedett le, ahol a Phönix biztosító vállalat vezérigazgatói beosztásban alkalmazta. New Yorkban volt egy beraktározó vállalata is. Üzleti tevékenysége mellett az amerikai magyar közéletben is aktívan részt vett. Az 1890-es évek elején azonban sok csapás érte, felesége gyógyíthatatlan betegségben szenvedett, Károly fia, aki apja mellett végigharcolta az amerikai polgárháborút, hirtelen meghalt, Etelka lánya a New York-i zeneakadémiára ment tanítani. 1892-ben Wilmington (Delaware) egyik szállodájában érte New York-i raktára leégésének híre, kinyitotta a gázcsapot, hívták a mentőket, de már nem tudták megmenteni, pár óra múlva meghalt. A London Park temetőben, Baltimore-ban (Maryland) helyezték örök nyugalomra.